# ベストウイッシュ!/心のファンファーレ
「ベストウイッシュ！／心のファンファーレ」は、松本梨香／奥井亜紀のシングル。2010年11月24日にピカチュウレコードから発売された。

## 概要
松本梨香としては、前作「チーさな大冒険」から約1年6か月ぶりのリリースであり、サトシ名義でのキャラクターソングを含めると前作「ハイタッチ!2009/もえよ ギザみみピチュー!」から約1年4か月ぶりのリリースとなる。「サトシ名義でかつ単独で」OPを担当したのも「スパート!」以来約4年ぶり。奥井亜紀としては前作「うつくしもの」から約7年7か月ぶりのリリースとなる。また、テレビアニメのタイアップは9枚目のシングル「月の繭」以来である。
松本の歌唱する「ベストウィッシュ!」は、テレビアニメ『ポケットモンスター ベストウイッシュ』のオープニングテーマに起用されている。楽曲自体は前向きな曲である。奥井の歌唱する「心のファンファーレ」は、同アニメのエンディングテーマとして起用されている。
主題歌とそのオリジナルカラオケバージョン、そしてボーナストラックとしてアニメ劇中で発祥したなおかつそこで使用されているBGMが収録されている。また、BGMの編曲及び作曲は宮崎慎二が手掛けている。
CDジャケットには、サトシ、デント、アイリス、ピカチュウ、ミジュマル、ポカブ、ツタージャ、キバゴ、ヤナップが描かれている。また、初回特典として、ピカチュウ、ミジュマル、ポカブ、ツタージャのシールが同梱されている。
「ベストウイッシュ!」は、オープニングテーマとしての使用期間が「めざせポケモンマスター」を上回り、シリーズ最長となる。

### 主な記録
2010年12月6日付のオリコン週間シングルチャートで50位を獲得。初動売上は2600枚を記録した。松本のシングルのトップ50入りは2002年4月1日付のオリコン週間シングルチャートで18位を獲得した10枚目のシングル「Alive A life」以来。奥井のシングルのトップ50入りは1995年]7月3日付のオリコン週間シングルチャートで18位を獲得した4枚目のシングル「晴れてハレルヤ」以来。
テレビアニメ『ポケットモンスター』関連楽曲のオリコンウィークリーチャートのトップ50入りは、水橋舞の「風のメッセージ」以来。
2010年12月6日付のBillboard Hot Animationで16位を獲得した。また、表題曲「ベストウイッシュ!」が2010年11月24日付の着うたmusic.jpでデイリー1位を獲得した。

## 収録曲
1. ベストウイッシュ! [3:49]
歌：松本梨香
作詞：戸田昭吾、作曲：たなかひろかず、編曲：小谷野謙一、コーラスアレンジ：河野陽吾
2. 心のファンファーレ [3:25]
歌：奥井亜紀
作詞：BWプロジェクト、作曲：田代智一、編曲：後藤康二
3. ベストウイッシュ!（オリジナルカラオケ） [3:49]
4. 心のファンファーレ（オリジナルカラオケ）[3:26]
5. ベストウイッシュTV BGM-M01 [1:34]
作曲・編曲：宮崎慎二
6. ベストウイッシュTV BGM-M02 [0:36]
作曲・編曲：宮崎慎二
7. ベストウイッシュTV BGM-M03 [1:43]
作曲・編曲：宮崎慎二
8. ベストウイッシュTV BGM-M04 [1:13]
作曲・編曲：宮崎慎二

## クレジット
| スーパーバイザー             | 石原恒和（The Pokémon Company）                          |
| エグゼティブ・プロデューサー | 芳原世幸（メディアファクトリー）                         |
| プロデューサー&ディレクター  | 篠原一雄（メディアファクトリー）                         |
| レコーディング・エンジニア   | 福島浩和（ディブレイク）                                 |
| レコーディング・エンジニア   | 渡邉修一                                                 |
| レコーディング・エンジニア   | 後藤康二                                                 |
| レコーディング・エンジニア   | 中村充時                                                 |
| マスタリング・エンジニア     | 田中龍一（ミキサーズラボ・マスタリングスタジオ）         |
| アートディレクション         | 岩田紗由美（メディアファクトリー）                       |
| アートディレクション         | 井上美代子（メディアファクトリー）                       |
| デザイン                     | 志野木良太（ステロタイプ）                               |
| 製作管理                     | 石澤紀子（メディアファクトリー）                         |
| アニメーション作画           | O.L.M                                                    |
| セールスディレクター         | 松本浩（メディアファクトリー）                           |
| セールスディレクター         | 中山卓也（メディアファクトリー）                         |
| セールスディレクター         | 木村綾子（メディアファクトリー）                         |
| 製作協力                     | 中沢利洋（小学館ミュージック&デジタル エンタテイメント） |
| 製作協力                     | 盛武源（小学館集英社プロダクション）                     |
| 製作協力                     | 島村優子（小学館集英社プロダクション）                   |
| 製作協力                     | 村椿拓郎（小学館集英社プロダクション）                   |
| 製作協力                     | 八木陽子（小学館集英社プロダクション）                   |
| スペシャルサンクス           | 田尻智（ゲームフリーク）                                 |
| スペシャルサンクス           | 増田順一（ゲームフリーク）                               |
| スペシャルサンクス           | 杉森建（ゲームフリーク）                                 |
| スペシャルサンクス           | 一之瀬剛（ゲームフリーク）                               |
| スペシャルサンクス           | 久保雅一（小学館）                                       |
| スペシャルサンクス           | 岡本順哉（小学館）                                       |
| スペシャルサンクス           | 鶴宏明（The Pokémon Company）                            |
| スペシャルサンクス           | 福永晋（The Pokémon Company）                            |
| スペシャルサンクス           | 野本岳志（The Pokémon Company）                          |
| スペシャルサンクス           | 川瀬好一（The Pokémon Company）                          |
| スペシャルサンクス           | 金山美鈴（The Pokémon Company）                          |
| スペシャルサンクス           | 柳沢康敬（クリーチャーズ）                               |
| スペシャルサンクス           | 橘田拓人（クリーチャーズ）                               |
| スペシャルサンクス           | 小田原明子（テレビ東京）                                 |
| スペシャルサンクス           | 佐々木亮（テレビ東京）                                   |
| スペシャルサンクス           | 吉川兆二（スタジオ旬）                                   |
| スペシャルサンクス           | 三間雅文（テクノサウンド）                               |
| スペシャルサンクス           | 神谷重行（サンミュージックプロダクション）               |
| スペシャルサンクス           | 菅原拓実（サンミュージックプロダクション）               |
| スペシャルサンクス           | 鹿島雄介（ZAIN PRODUCTS,INC）                            |
| スペシャルサンクス           | 成田明日美（ZAIN PRODUCTS,INC）                          |
| スペシャルサンクス           | 大友民男（グローブエンターブレインズ）                   |
| スペシャルサンクス           | 大竹茂（ディブレイク）                                   |
| スペシャルサンクス           | 徳永政夫（バーチュストン）                               |
| スペシャルサンクス           | 藤原隆幸（エビキュラス）                                 |
| スペシャルサンクス           | 武藤広行（エビキュラス）                                 |
| スペシャルサンクス           | 綿谷祥平（エビキュラス）                                 |
| スペシャルサンクス           | 斉藤裕二（イマジン）                                     |
| スペシャルサンクス           | 當眞一（イマジン）                                       |

### 参加ミュージシャン
| ベストウイッシュ! | ベストウイッシュ!  |
| ----------------- | ------------------ |
| ストリングス      | 弦一徹ストリングス |
| ギター            | 小川悦司           |
| コーラス          | 河野陽吾           |
| コーラス          | Nob                |